# دستور فرانكفورت
دستور فرانكفورت ((بالألمانية: Frankfurter Reichsverfassung)‏ FRV) أو دستور كنيسة القديس بولس (Paulskirchenverfassung)، والتي سميت رسميًا دستور الإمبراطورية الألمانية (Verfassung des Deutschen Reiches) في 28 مارس 1849، كانت محاولة فاشلة لإنشاء دولة قومية ألمانية موحدة في الدول الخلف للولايات نظمت الإمبراطورية الرومانية المقدسة في الاتحاد الألماني. تضمن الدستور، الذي اعتمده وأعلنه برلمان فرانكفورت بعد ثورات عام 1848، ميثاقًا للحقوق الأساسية وحكومة ديمقراطية في شكل ملكية دستورية. عُيّن الملك فريدريك وليام الرابع ملك بروسيا رئيسًا للدولة «إمبراطورًا للألمان» (القيصر Kaiser der Deutschen)، وهو دور رفضه.
يُسمى الدستور بأسمائه الأكثر شيوعًا من أجل التمييز بينه وبين دستور الإمبراطورية الألمانية الصادر عام 1871 وبدأه أوتو فون بسمارك.

## ظهور
أعلن دستور فرانكفورت عام 1849، خلال اجتماعه في كنيسة بولسكيرش في 27 مارس 1849، ودخل حيز التنفيذ في 28 مارس،  عندما تم نشره في Reichs-Gesetz-Blatt 1849، ص.   101-147. وهكذا، تم تأسيس الإمبراطورية الألمانية الموحدة، كخليفة للاتحاد الألماني، بحكم القانون. في الواقع، ومع ذلك، فإن معظم الأمراء على الأراضي الألمانية ليست على استعداد للتخلي عن السيادة وقاومت ذلك، لذلك لم ينجح على الأرض،

## المعرض

حامل الراية الحربي كما هو مستخدم من قبل Reichsflotte ( الأسطول الإمبراطوري ) ، 1848-1852
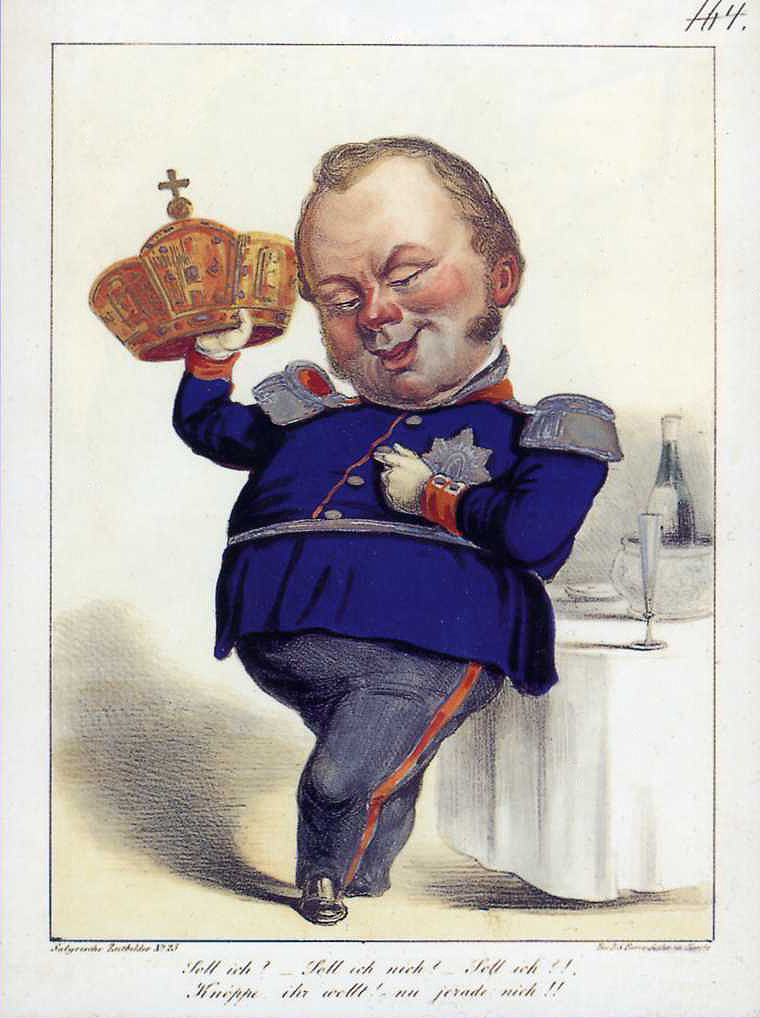
فريدريك ويليام الرابع يلعب بشكل غير حاسم مع التاج الإمبراطوري الذي قدمته له جمعية فرانكفورت الوطنية